# Кулер комп'ютера

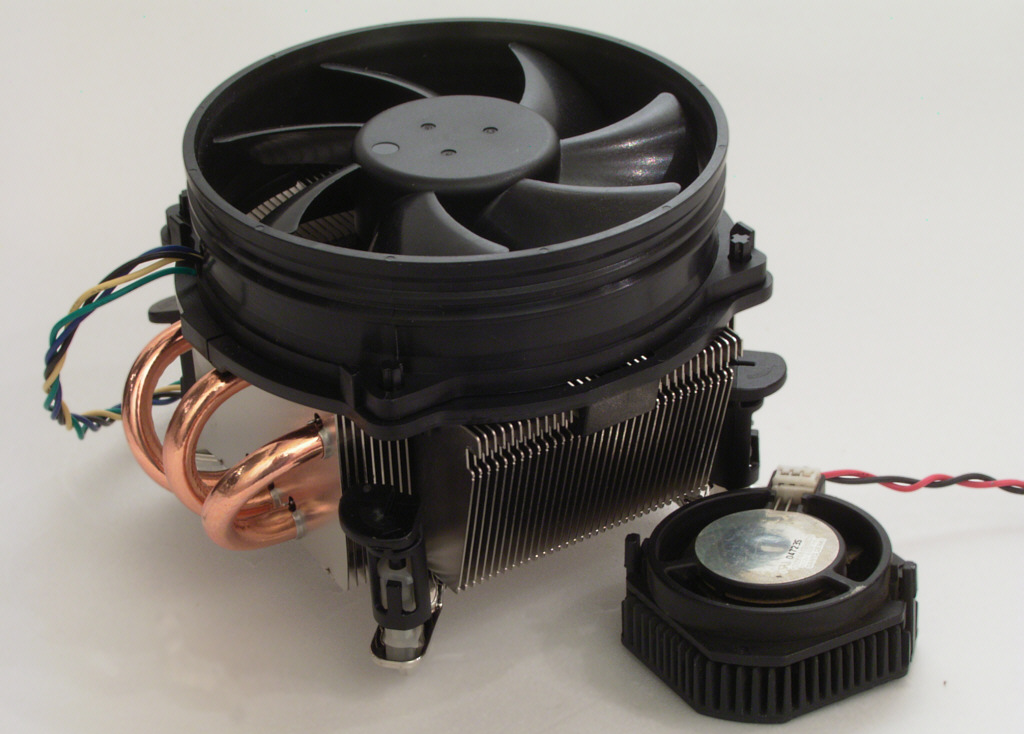
Комп'ютерні кулери (великий — для сучасного процесора, маленький — для Pentium MMX)

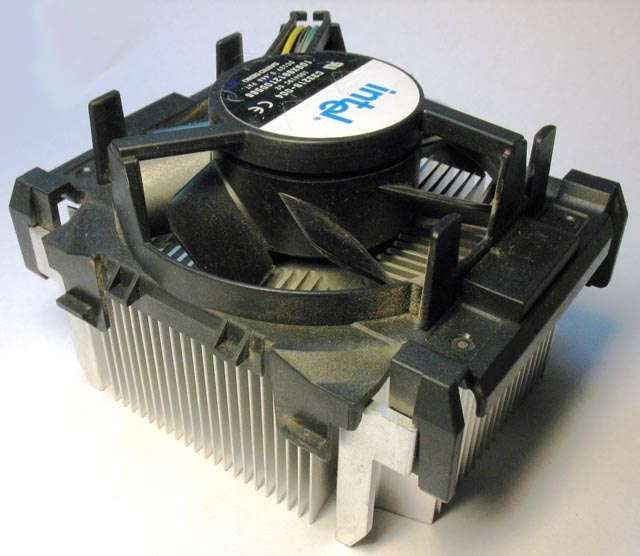
Процесорний кулер для процесорів Intel

Кулер (англ. cooler — охолоджувач) — в застосуванні до комп'ютерної тематики це сленг комп'ютерної назви пристрою в системі повітряного охолодження, який складається з сукупності вентилятора і радіатора, встановлюваного на електронні компоненти комп'ютера з підвищеним тепловиділенням (зазвичай понад 5 Вт): центральний процесор, графічний процесор, мікросхеми чипсета, блок живлення.

## Етимологія назви
Попри те, що назва пристрою прийшла з англійської мови (cool — «охолоджувати», «прохолодний»), в українській мові вона має вужче значення. В англійській мові подібний пристрій в комп'ютері називається за складовими частинами heat sink (іноді разом — heatsink) and fan — «тепловідвід (радіатор) і вентилятор», тоді як під словом cooler часто йдеться про будь-який охолоджувач. Наприклад, так називають апарат для охолодження питної води. Але найбільша частота вживання слова в українській мові припадає на пристрій, що являє собою поєднання вентилятора і радіатора, який встановлюється на центральний процесор персонального комп'ютера з метою відведення тепла, що виділяється.

## Пристрій і принцип дії
Як правило, використовується наступна схема: на тепловидільний компонент встановлюється радіатор. Найчастіше — з алюмінію або міді. На тепловидільну і радіаторну поверхні наноситься шар термоінтерфейс для зменшення втрат тепловіддачі, при можливих нерівностях цих поверхонь. На радіатор прикріплюється вентилятор, який вдуває повітря до цього радіатора. Для збільшення корисної площі радіатора (підвищення тепловіддачі) виробники вдаються до різних хитрощів і, внаслідок цього, радіатор часом приймає вельми незвичну цікаву форму. Але досить часто це є і прагненням виробників привернути увагу споживачів, небайдужих до таких дивних форм. У більшості випадків досягаються обидві мети.
Якщо процесор має велику потужність або при обробці невеликого по об'єму завдань, буває досить тільки радіатора, без вентилятора.

## Основи охолодження ПК
Одним з основних компонентів системи охолодження ПК є вентиляційні радіатори та вентилятори. Вентиляційні радіатори розташовуються на процесорі, відеокарті та інших компонентах, які швидко нагріваються. Вони призначені для відведення тепла від цих компонентів.
Вентилятори встановлюються на вентиляційні радіатори та забезпечують потік повітря, який необхідний для охолодження. Вони розташовуються в корпусі ПК і можуть бути різних розмірів та швидкостей обертання.
При виборі системи охолодження ПК важливо враховувати його потужність та специфікації. Потужність системи охолодження повинна бути достатньою для забезпечення ефективного охолодження усіх компонентів ПК. Для цього можна скористатися рекомендаціями виробників обладнання або звернутися до спеціалістів.
Також варто звернути увагу на якість вентиляційних радіаторів та вентиляторів. Вони повинні бути надійними, ефективними та тихими. Необхідно забезпечити відповідне охолодження ПК, не втрачаючи при цьому комфорт при роботі.
Узагалі, вентиляційні радіатори та вентилятори є важливими компонентами системи охолодження ПК. Вони допомагають підтримувати оптимальну температуру компонентів ПК, що забезпечує стабільну роботу та продовжує термін експлуатації обладнання.

## Кулер на теплових трубках
Через обмеженість площі безпосередньо кристала процесора і необхідності відводити від малої площі великий потік тепла, використовують теплові трубки. Ефективність теплопередачі теплової трубки на одиницю перетину вище, ніж у теплопередачі через суцільний метал.Завдяки такому підходу стає можливим передавати тепло з малої площі кристала процесора на великий радіатор, що знаходиться на деякій відстані.

## Вентилятор корпусу

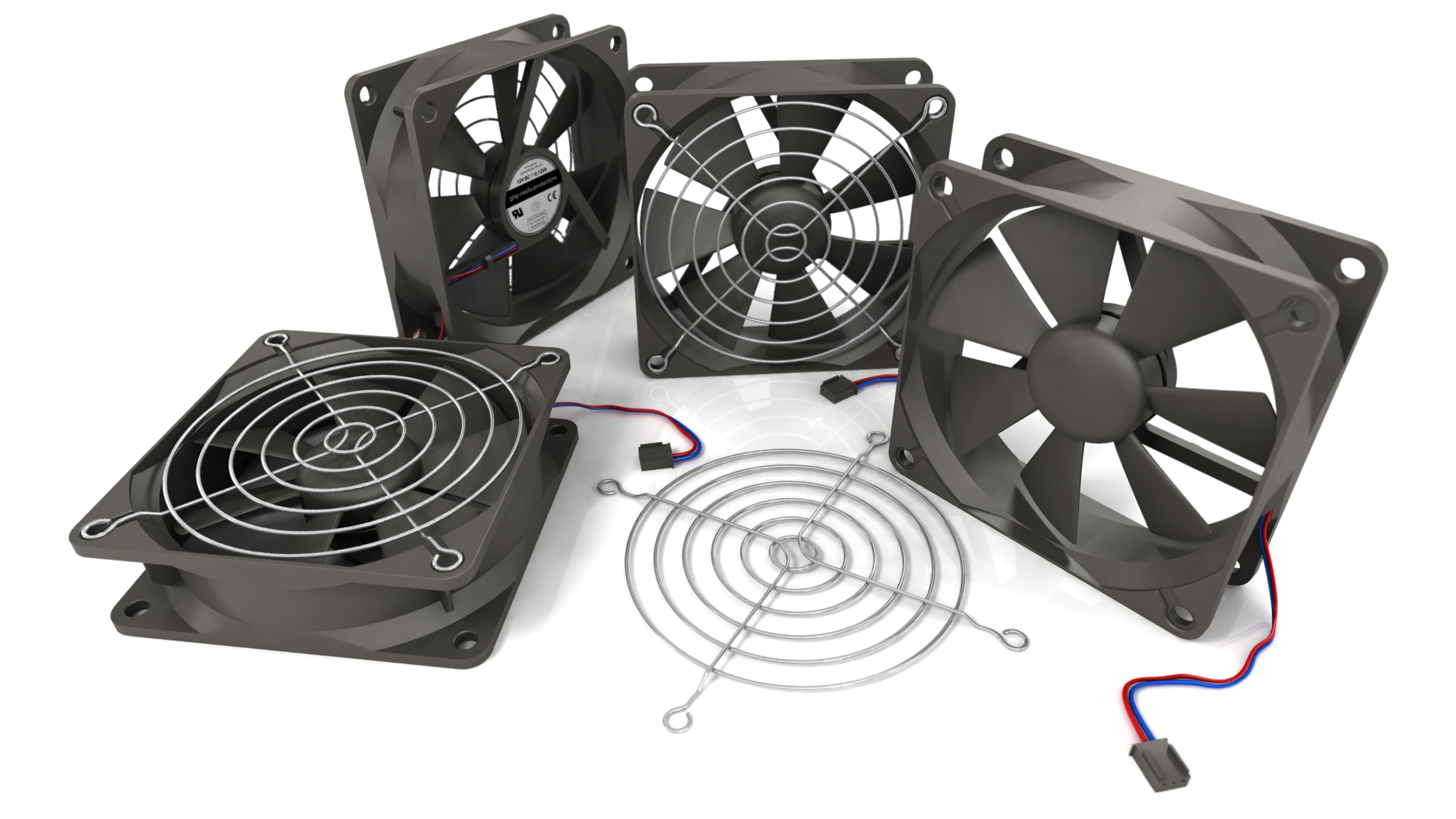
80mm комп'ютерні вентилятори з захисною решіткою

Вентилятори встановлюють у корпусу комп'ютера – спереду та ззаду 
Вентилятори використовуються для переміщення повітря через корпус комп'ютера. Компоненти всередині корпусу не можуть ефективно розсіювати тепло, якщо навколишнє повітря занадто гаряче. Вентилятори корпусу можуть бути розміщені як впускні вентилятори, що втягують холодніше зовнішнє повітря через передню або нижню частину корпусу (де воно також може проходити через внутрішні стійки жорстких дисків), або витяжні вентилятори, що викидають тепле повітря через верхню або задню частину. Деякі корпуси ATX tower мають один або кілька додаткових вентиляційних отворів та точок кріплення на лівій бічній панелі, де можна встановити один або кілька вентиляторів для продування холодного повітря безпосередньо на компоненти материнської плати та плати розширення, які є одними з найбільших джерел тепла.
Стандартні осьові вентилятори корпусу мають ширину та довжину 40, 60, 80, 92, 120, 140, 200 та 220 мм. Оскільки вентилятори корпусу часто є найпомітнішою формою охолодження на ПК, декоративні вентилятори широко доступні та можуть бути освітлені світлодіодами, виготовлені з ультрафіолетового пластику та/або покриті декоративними решітками. Декоративні вентилятори та аксесуари популярні серед корпусів з молдінгами. Повітряні фільтри часто використовуються над впускними вентиляторами, щоб запобігти потраплянню пилу в корпус та засміченню внутрішніх компонентів. Радіатори особливо вразливі до засмічення, оскільки ізоляційний ефект пилу швидко погіршує здатність радіатора розсіювати тепло.

## Вентилятор блоку живлення.

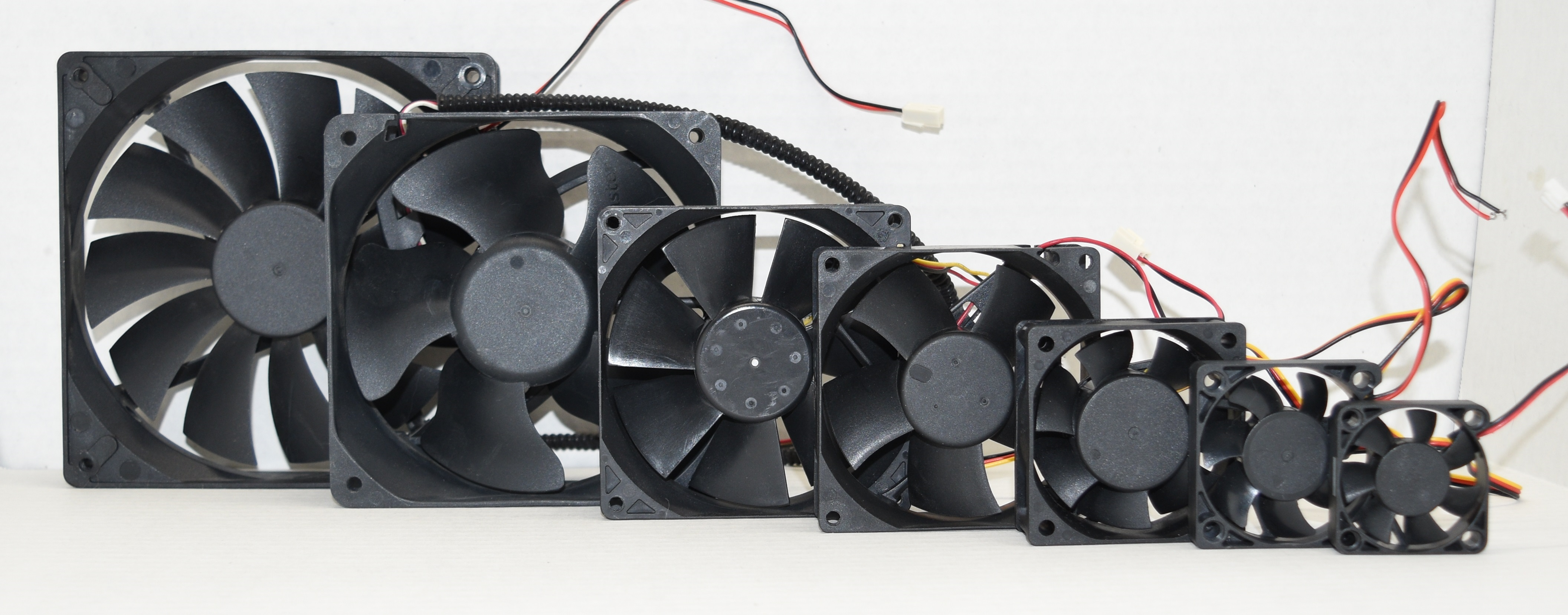
Fan(и) розміром зліва на права 140mm, 120mm, 92mm, 80mm, 60mm, 50mm and 40mm.

Хоча блок живлення (БЖ) містить вентилятор, за деякими винятками, його не слід використовувати для вентиляції корпусу. Чим гарячіше повітря, що входить до блоку живлення, тим гарячішим стає сам блок живлення. Зі зростанням температури блоку живлення провідність його внутрішніх компонентів зменшується. Зниження провідності означає, що БЖ перетворюватиме більше вхідної електричної енергії на теплову енергію (тепло). Цей цикл підвищення температури та зниження ефективності триває доти, доки блок живлення не перегріється, або його вентилятор охолодження не почне обертатися достатньо швидко, щоб забезпечити блок живлення належним чином порівняно прохолодним повітрям. Блок живлення в сучасних ПК в основному встановлюється знизу та має власні спеціальні впускні та випускні отвори, бажано з пиловим фільтром у впускному отворі.

## Роз'єми

### Триконтактний роз'єм на вентиляторі комп'ютера
Для комп'ютерних вентиляторів зазвичай використовуються такі роз'єми:

### Триконтактний роз'єм Molex сімейства KK

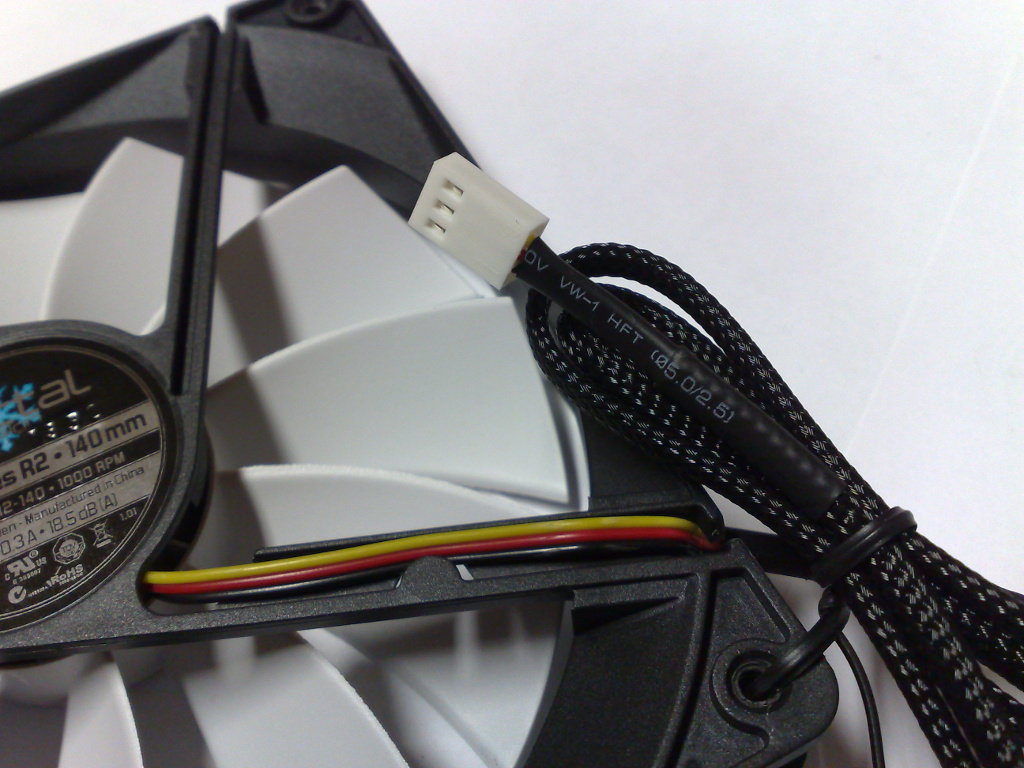
Three-pin connector on a computer fan

Цей роз'єм Molex використовується для підключення вентилятора до материнської плати або іншої друкованої плати. Це невеликий, товстий, прямокутний лінійний роз'єм типу "мама" з двома поляризаційними контактами на крайньому краю однієї довгої сторони. Контакти квадратні та з кроком 0,1 дюйма (2,54 мм). Три контакти використовуються для заземлення, живлення +12 В та сигналу тахометра. Номер деталі Molex розетки - 22-01-3037. Номер деталі Molex окремих обтискних контактів - 08-50-0114 (луджені) або 08-55-0102 (напівзолотені). Відповідний номер деталі Molex роз'єму друкованої плати - 22-23-2031 (луджені) або 22-11-2032 (позолочені). Також потрібні відповідні інструменти для зачистки проводів та обтискні інструменти. 

### Чотириконтактний роз'єм Molex сімейства KK
Це спеціальний варіант роз'єму Molex KK з чотирма контактами, але з функціями блокування/поляризації триконтактного роз'єму. Додатковий контакт використовується для сигналу широтно-імпульсної модуляції (ШІМ) для забезпечення регулювання швидкості.[26] Їх можна підключити до 3-контактних роз'ємів, але вони втратять керування швидкістю вентилятора. Номер деталі Molex розетки - 47054-1000. Номер деталі Molex окремих обтискних контактів - 08-50-0114. Номер деталі Molex роз'єму - 47053-1000.

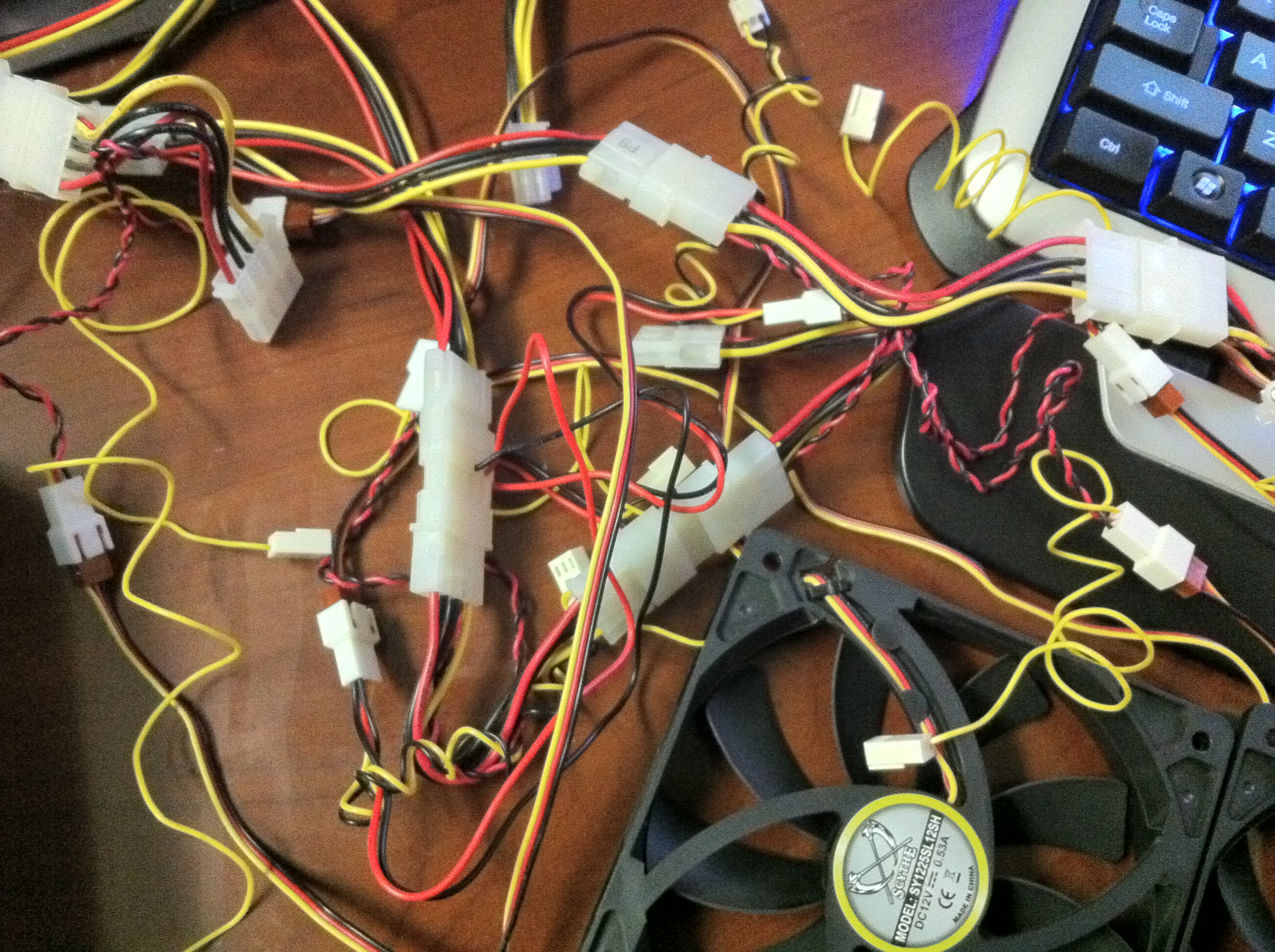
Molex to 3-pin Adapter Fan Connections

### Чотириконтактний роз'єм Molex
Цей роз'єм використовується для підключення вентилятора безпосередньо до джерела живлення. Він складається з двох проводів (жовтого/12 В та чорного/заземлення), що ведуть до великого чотириконтактного роз'єму Molex типу «чоловік-жінка» та зрощуються у великий лінійний чотириконтактний роз'єм Molex. Два інші дроти роз'єму забезпечують 5 В (червоний) та заземлення (теж чорний) і в цьому випадку не використовуються. Це той самий роз'єм, що використовувався на жорстких дисках до того, як SATA став стандартом.

### Триконтактний роз'єм Molex сімейства PicoBlade
Цей роз'єм використовується з вентиляторами ноутбуків або під час підключення вентилятора до відеокарти.

### Власний роз'єм Dell
Цей власний роз'єм Dell є розширенням простого триконтактного роз'єму IC "мама" шляхом додавання двох виступів до середини роз'єму з одного боку та фіксатора з іншого боку. Розмір та відстань між контактами ідентичні стандартному триконтактному роз'єму IC "мама" та триконтактному роз'єму Molex. Деякі моделі мають підключення білого дроту (датчик швидкості) посередині, тоді як стандартний 3-контактний роз'єм Molex вимагає білого дроту як контакт №3, тому можуть виникнути проблеми сумісності.

### Інші
Деякі комп'ютерні вентилятори використовують двоконтактні роз'єми різного дизайну.